# RX Andromedae
RX Andromedae är en dubbelstjärna belägen i den mellersta delen av stjärnbilden Andromeda. Den har en högsta skenbar magnitud av ca 10,2 och kräver ett teleskop för att kunna observeras. Baserat på parallax enligt Gaia Data Release 2 på ca 5,028 mas beräknas den befinna sig på ett avstånd av ca 649 ljusår (ca 199 parsec) från solen. Den rör sig närmare solen med en heliocentrisk radialhastighet av ca -12 km/s.

## Observation
RX Andromedae är en variabel stjärna, men även om den klassificeras som en dvärgnova av typen Z Camelopardalis (UGZ), har den uppvisat perioder med låg luminositet typiska för VY Sculptoris-stjärnor. År 1904 upptäcktes stjärnan av den engelske amatörastronomen Arthur Stanley Williams, som observerade den visuellt (med en 6,5-tums reflektor) från slutet av 1904 till början av 1905. Han trodde först att det var en Cepheidvariabel, men efter att ha undersökt bilder av stjärnan på fotografiska plåtar från slutet av 1899 drog han slutsatsen att det var en U Geminorum-variabel. Han publicerade dess beteckning som variabel stjärna 1906.
RX Andromedae har studerats utförligt inom både optisk och ultraviolett strålning. Den är också ett av få dvärgnovasystem som har observerats avge  strålning i radiovåglängder.

## Egenskaper

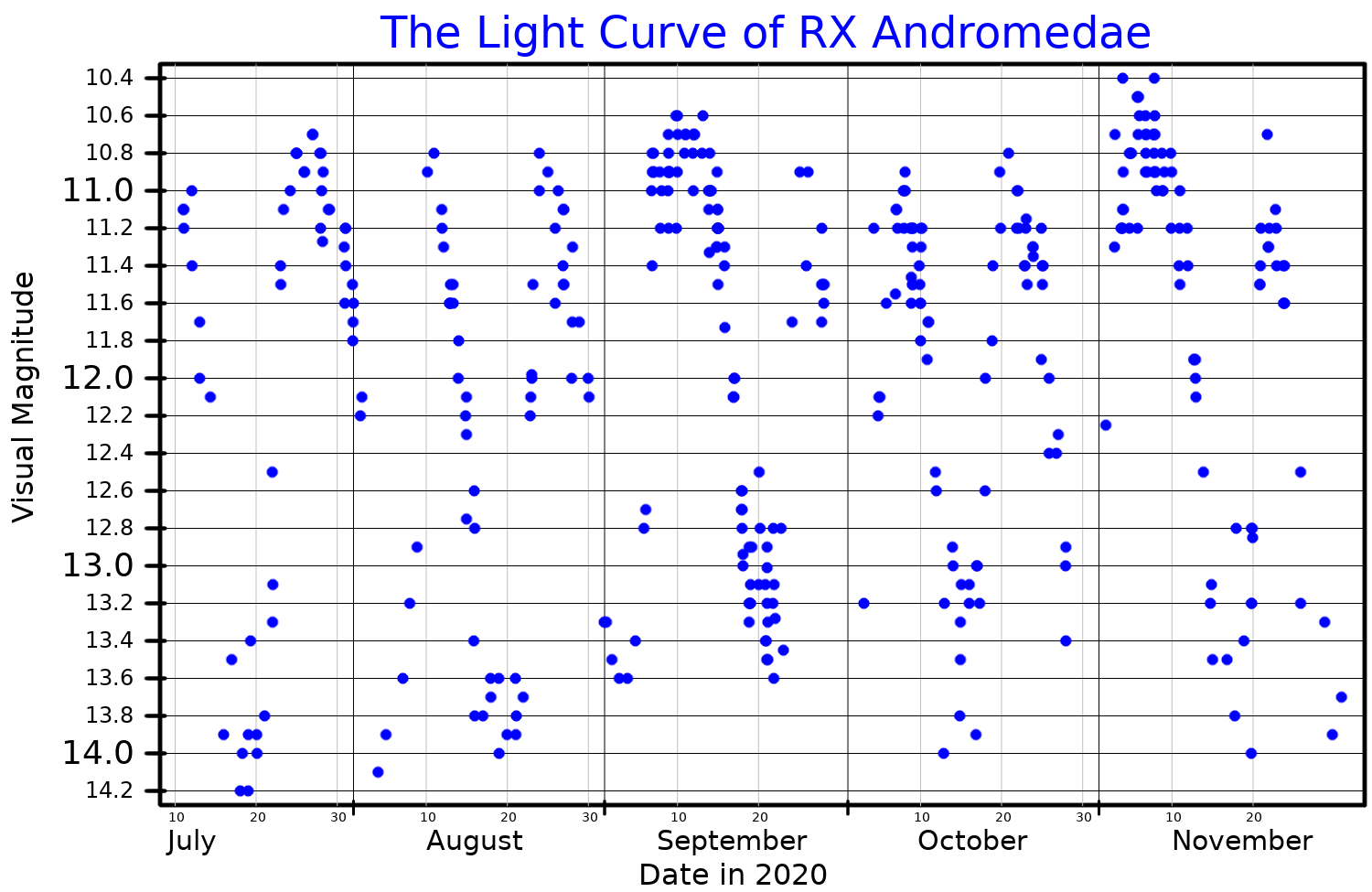
Ljuskurva i visuella bandet för RX Andromedae anpassad från AAVSO-data.

RX Andromedae är ett kataklysmiskt variabelt system, där en vit dvärg med en massa på 0,8 solmassa och en M2-huvudseriestjärna roterar runt dess masscentrum, med en omloppsperiod av 5,075 timmar. Huvudseriestjärnan överfyller sin Roche-lob och den vita dvärgen skalar bort materia från följeslagaren (donatorstjärna) och ackreterar den genom en ackretionsskiva.
Liksom Z Camelopardalis-variablerna uppvisar RX Andromedae vissa perioder med ungefär konstant luminositet och andra där dess ljusstyrka svänger mellan en magnitud på 10,2 som maximum och en på 15,1 som minimum. Mellan 1996 och 1997 fastnade den dock vid sin minimala ljusstyrka likt kataklysmiska variabler av VY Sculptoris-typen, innan den återgick till dess vanliga beteende. Detta placerar RX Andromedae i ett övergångstillstånd mellan dessa två typer av objekt. Den vita dvärgen och dess ackretionsskiva verkar vara orsaken till denna variation och den drivs av förändringar i den vita dvärgens ackretionshastighet.